# Christophe Mabillon
Christophe Mabillon es un escultor y pintor francés, nacido en Villeparisis el 18 de septiembre de 1969.

## Datos biográficos
Oficial de carrera del Ejército de Francia, Christophe Mabillon no recibió una formación artística específica, considerándose autodidacta; sin embargo, con el tiempo asistió a cursos de escultura en mármol de Carrara en Italia.
En el año 2005 fue nombrado pintor oficial del aire, en francés Peintre de l'Air, título que se concede a los artistas que han consagrado su talento a la aeronáutica y al espacio.
Ha creado a petición del Jefe de Estado Mayor de la Fuerza Aérea de Francia diferentes obras ofrecidas como obsequios a algunas personalidades, entre otras Vladímir Putin, Jacques Chirac o Abdalá II de Jordania.
Es autor del monumento del 60 aniversario de la base aérea de Brétigny-sur-Orge, conocida como Base aérienne 217  coronel Félix Brunet, que fue instalado en la avenida Charles de Gaulle de esa localidad 48°36′18″N 2°18′48″E / 48.60500, 2.31333.
Una de sus obras, una guitarra eléctrica de mármol blanco, aparece reproducida en la carátula del grupo musical francés SAGE.
Otra de sus obras es un violín Stradivarius reproducido en mármol blanco, instalado en la entrada del parque de Villeroy en Mennecy.